# کنستانس دوم (پسر کنستانتین سوم)
کنستانس دوم (به لاتین: Constans) (درگذشتهٔ ۴۱۱) پسر امپراتور روم غربی، کنستانتین سوم، بود و از سال ۴۰۹ تا ۴۱۱ به عنوان امپراتور مشترک در کنار او خدمت کرد. هنگامی که پدرش در اوایل سال ۴۰۷ علیه امپراتور حاکم، هونوریوس، شورش کرد و ارتش در بریتانیا او را به‌عنوان امپراتور اعلام کرد، کنستانس یک راهب بود. او به گال فراخوانده شد، به مقام سزار منصوب گردید و به سرعت ازدواج کرد تا یک دودمان بنیان نهاده شود. در سال ۴۰۸، خویشاوندان هونوریوس در هیسپانیا به سلاح متوسل شدند و حکومت کنستانتین را از آنجا بیرون راندند. ارتشی به رهبری کنستانس و ژنرال گرونتیوس برای مقابله با این وضعیت فرستاده شد و اقتدار کنستانتین را بازگرداند.
هونوریوس در اوایل سال ۴۰۹ کنستانتین را به عنوان امپراتور مشترک به رسمیت شناخت و کنستانتین بلافاصله کنستانس را به مقام آگوستوس (امپراتور) ارتقا داد که قاعدتاً در رتبه با هونوریوس و کنستانتین برابر بود. در اواخر سال ۴۰۹، گرونتیوس شورش کرد، تحت‌الحمایه خود، ماکسیموس، را امپراتور اعلام کرد و گروه‌های بربر که اخیراً به سرزمین گال حمله کرده بودند را به قیام تحریک نمود. کنستانس برای سرکوب این شورش به هیسپانیا فرستاده شد، اما شکست خورد و به آرِلِت (آرل امروزی) عقب‌نشینی کرد. در سال ۴۱۰، کنستانس با ارتش دیگری به هیسپانیا اعزام شد. گرونتیوس نیروهای خود را با بربرها تقویت کرده بود و در نبردی علیه کنستانس پیروز شد؛ کنستانس به شمال عقب‌نشینی کرد، اما دوباره شکست خورد و اوایل سال ۴۱۱ در وین کشته شد. سپس گرونتیوس کنستانتین را در آرِلِت محاصره کرد و او را نیز کشت.

## زندگی
او تا هنگامی که توسط پدرش به مقام سزاری ارتقا نیافته بود (تابستان ۴۰۸) جوانی‌اش را در یک صومعه سپری کرد؛ سپس پدرش او را به همراه ژنرال گرونتیوس و فرماندار پرایتوری آقای آپولیناریس به هیسپانیا فرستاد تا برخی از خویشاوندان امپراتور هونوریوس به نام‌های وِرِنیانوس و دیدیموس که در برابر پدرش (کنستانتین) شوریده بودند را از میان بردارد. پس از چند شکست، کنستانس توفیق یافت دشمنان را اسیر کند و خانواده‌اش را در ساراگوسا تحت حفاظت گرونتیوس گذاشت و خود به دربار پدرش در آرل رفت تا اسرا را بدو تحویل دهد؛ اسرایی که فوراً اعدام شدند.
در پائیز ۴۰۹ برخی اقوام بربر پس از آنکه گل را ویران کردند به پیرنه رسیدند، استحکامات رومیان را در هم شکستند و وارد هیسپانیا شدند. کنستانس به مقام آگوستوسی (امپراتوری مشترک با پدرش) ارتقا یافت و خود را مهیای رفتن به هیسپانیا کرد تا با این بحران رویارو گردد، امّا خبری بدو رسید مبنی‌بر اینکه گرونتیوس این قبایل را متوقف کرده و در برابر کنستانین سوم شوریده و یکی از مردانش به نام ماکسیموس را به امپراتوری برگزیده است. گرونتیوس که از سوی بربرها پشتیبانی می‌شد، وارد قلمرو کنستانتین سوم (گل) شد و نیروهایش را در ۴۱۱ در وین، ایزر شکست داد، جایی که کنستانس اسیر و اعدام گردید.